# 미행자 (1963년 영화)
"미행자"는 1963년에 개봉한 대한민국의 영화이다.

## 캐스팅
- 이대엽
- 손미희자
- 최남현
- 양일민